# 열무비빔면
열무비빔면은 삼양식품에서 1991년에 출시한 비빔 라면이다.

## 사진

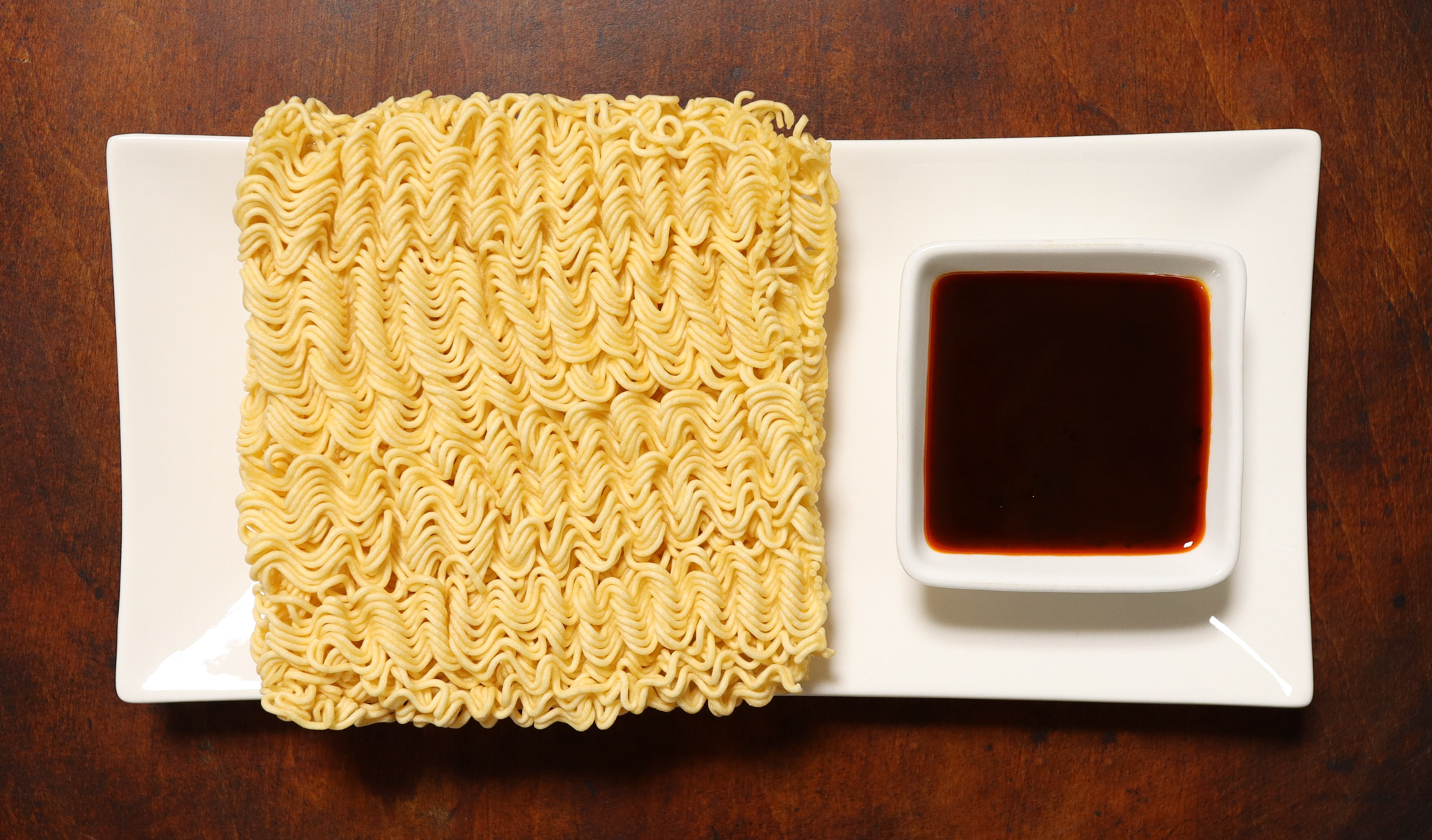
열무비빔면 재료
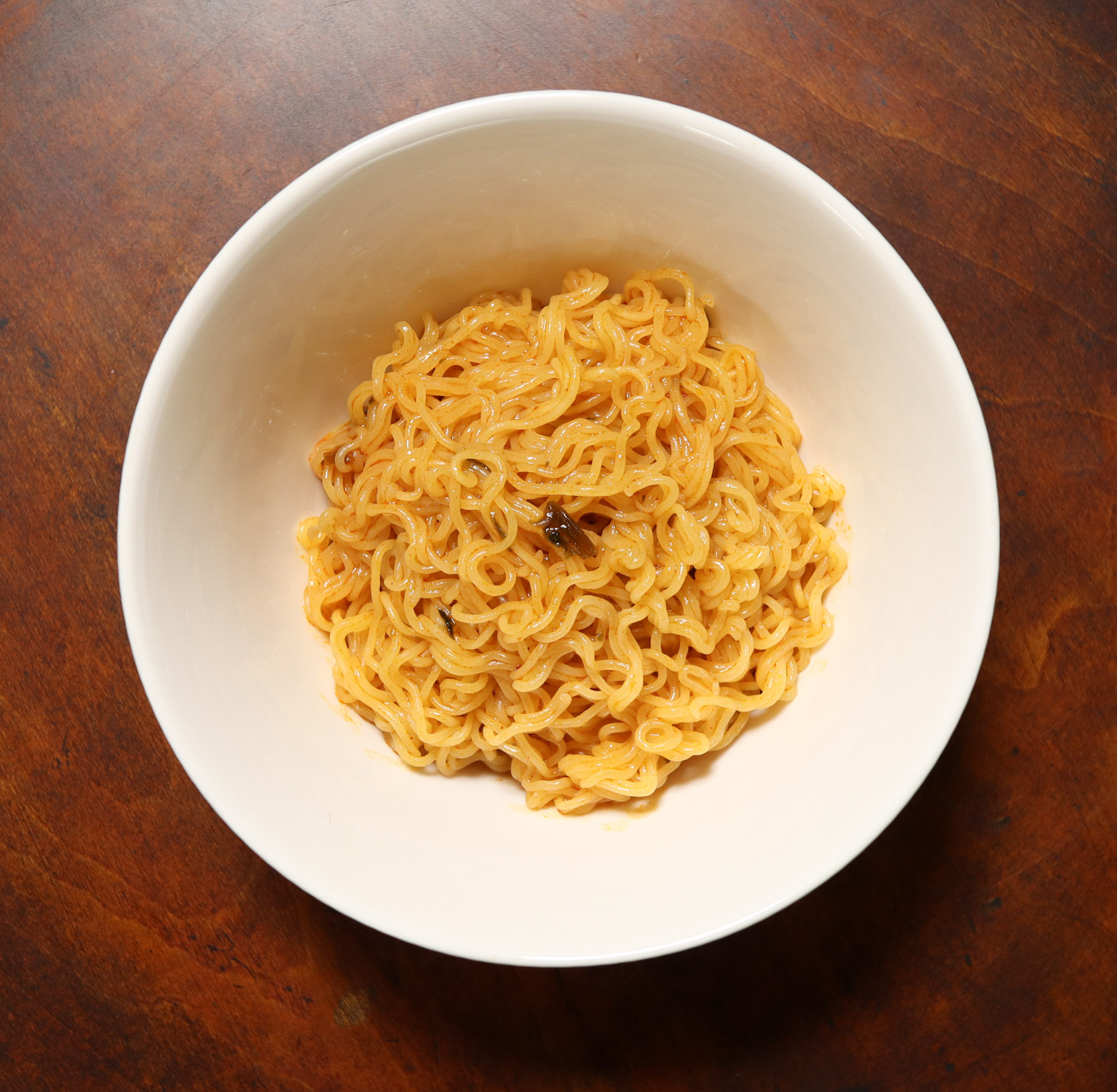
열무비빔면
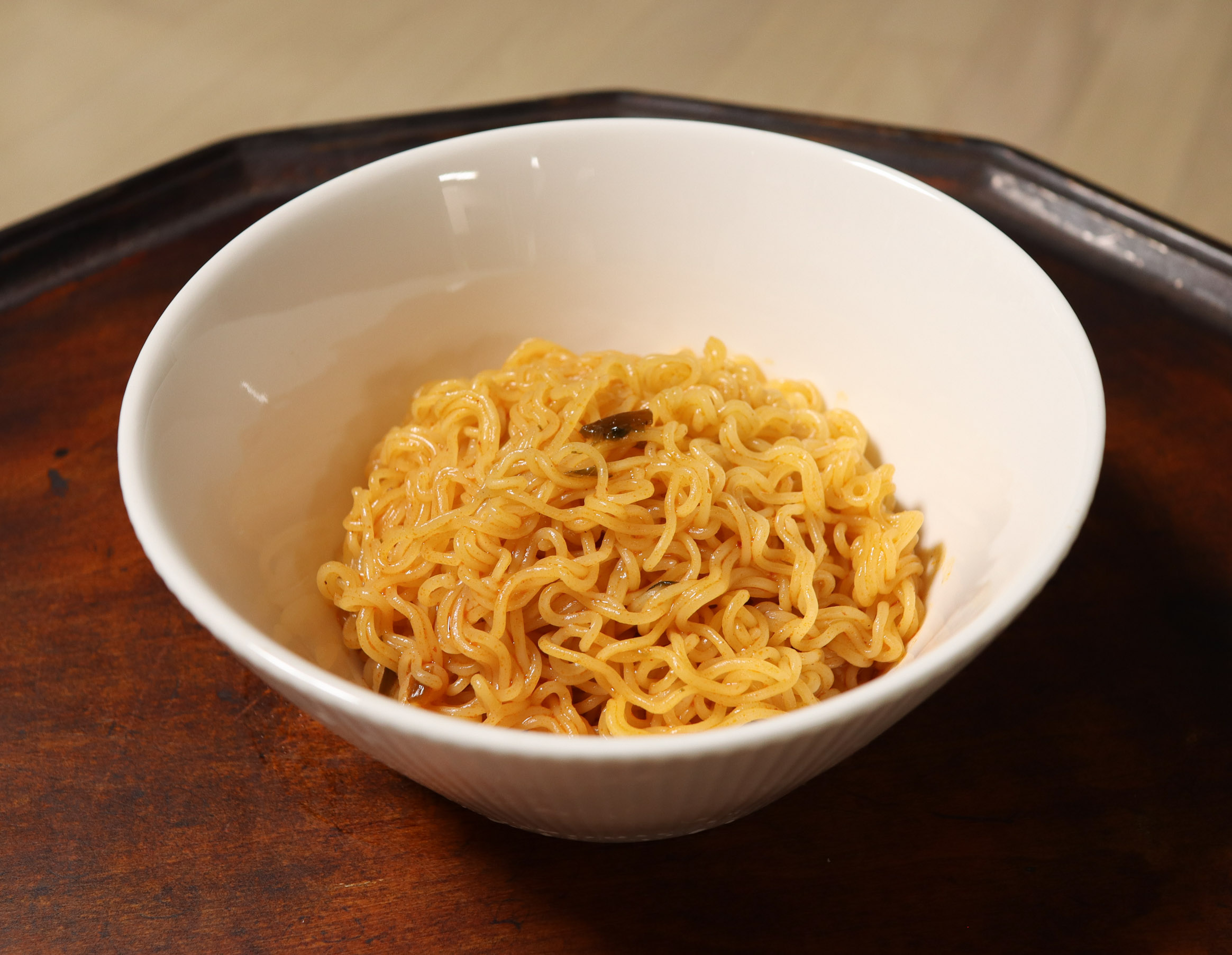
열무비빔면